# Station Marxgrün
Station Marxgrün is een spoorwegstation in de Duitse plaats Marxgrün bij Naila. Het station werd in 1887 geopend. 

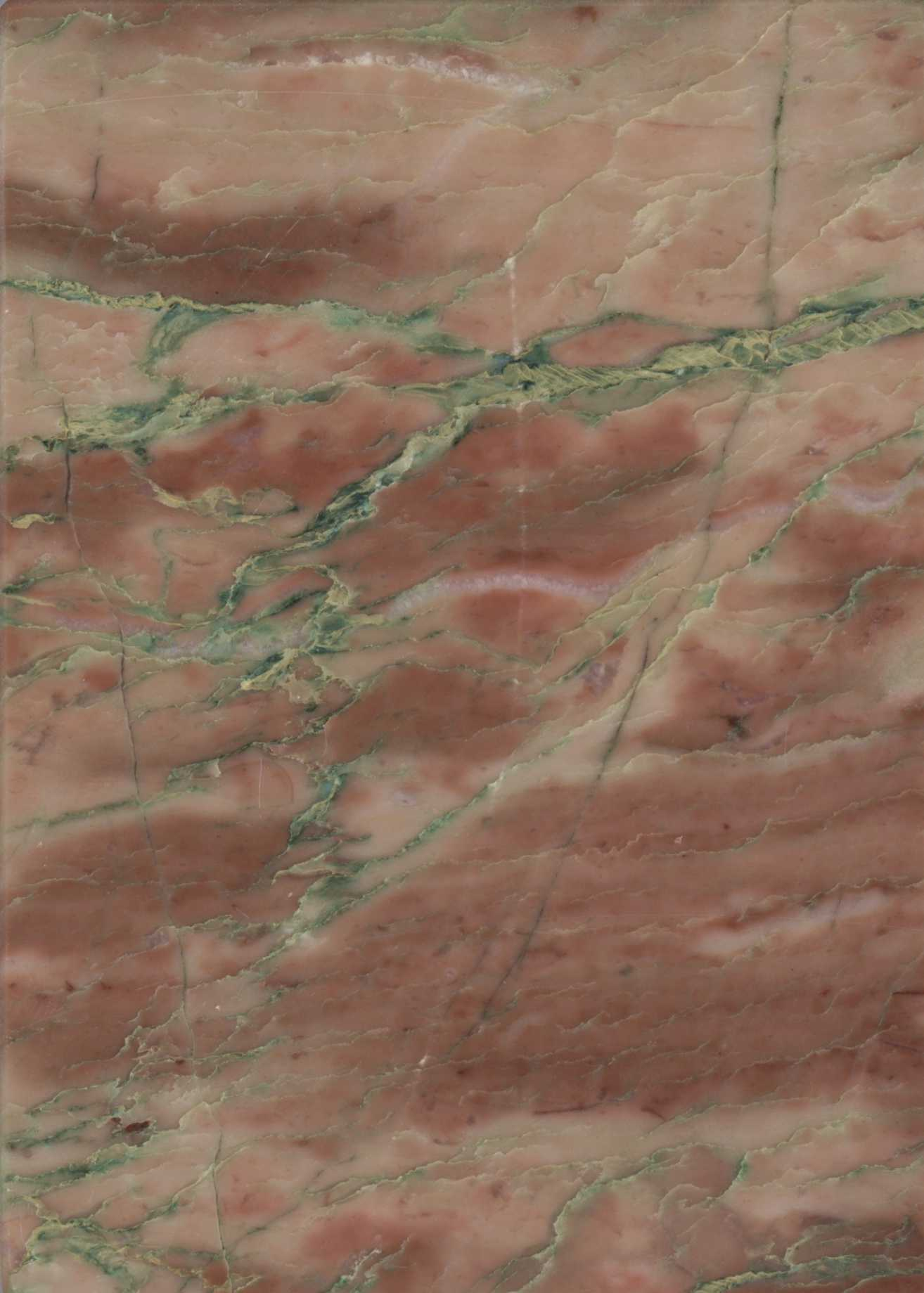
Horwagener of Marxgrüner marmer.

In het verleden was dit een belangrijk overlaadstation voor marmer. Dit werd gewonnen in Horwagen, gemeente Bad Steben, dat 4 km ten zuidwesten van het stationnetje ligt. Sinds 1946 vindt jaarlijks te Bobengrün, gemeente Bad Steben, 3 km ten zuidwesten van het station,  de CVJM-Pfingsttagung in Bobengrün, een door de Duitse YMCA georganiseerde christelijke pinksterbijeenkomst plaats, die gemiddeld 10.000 deelnemers trekt. Veel deelnemers kwamen vroeger per trein en moesten dan in Marxgrün uitstappen en de laatste 3 km naar het festivalterrein te voet afleggen.
Eén maal per uur doet een stoptrein van de maatschappij agilis het stationnetje aan. De treinen rijden tussen Bad Steben en Bayreuth v.v.
Marxgrün is officieel een spoorweghalte, geheel zonder voorzieningen. Het voormalige stationsgebouw is tot vakantiehuisjescomplex verbouwd.